# Хавін Абрам Леонідович
Хавін Абрам Леонідович (19 травня 1914 — 19 січня 1974, Київ) — український шахіст, сценарист, журналіст.

Чемпіон України із шахів 1954 року.

## Життєпис

### Шахіст, журналіст
Абрам Хавін був один з провідних українських шахістів 30-50 років, учасник девяти фінальних частин чемпіонатів України. Чемпіон України 1954 року. П'ятиразовий чемпіон Києва.
В 1937 році Хавін вперше взяв участь в чемпіонаті України посівши 6 місце серед 18 учасників. До початку війни він ще двічі зіграв у першостях республіки: 1938 рік (6 місце), 1940 рік (10 місце). В 1940 році, за перемогу у показовому турнірі (неофіційному чемпіонаті західної України), що проходив у Львові, Абраму Хавіну було присвоєно звання майстра спорту СРСР.
З перших днів німецько-радянської війни А.Хавін був на фронті — як літературний співробітник дивізійної газети «За честь Родины». В післявоєнний період Абрам Хавін став редактором одного з відділів республіканського радіо, а також організовував шахові передачі на телебаченні, яке в той час робило свої перші кроки в Україні. Крім того, він вів шахові колонки в газетах «Вечірньому Києві», «Спортивній газеті», журналах «Старт» та «Наука і суспільство». В 1952 році вийшла друком його книга «Перша книга шахіста», яка стала досить популярною серед любителів шахів.
Паралельно з роботою журналіста, Абрам Хавін продовжував активні виступи в турнірах, зокрема був учасником фінального турніру чемпіонату СРСР у 1944 році (11-14 місця), а також зіграв у п'яти післявоєнних чемпіонатах України. Найвищим досягненням стала перемога у 23-му чемпіонаті України (1954 рік).

### Сценарист
В 1960 році Абрам Хавін розпочав свою трудову діяльність, як сценарист Київської студії науково-популярних фільмів, створивши понад 30 документальних фільмів, зокрема деякі з них:
- «На старті електроніка»,
- «Виробництво житнього і пшеничного хліба» (1963),
- «Виробництво лавсана»,
- «Шлях до одного гола» (1965 — срібна нагорода на І-му всесоюзному фестивалі спортивних фільмів)
- «Фехтувальники» (Золота нагорода на ІІ-му всесоюзному фестивалі спортивних фільмів)
- «Ростуть патріоти»,
- «Загадка скляних чоловічків» (про теорію ймовірності).
- «Сім'я вчених» (про знамениту сім'ю Патонів) та ін.

## Турнірні результати
| Рік  | Місце проведення | Турнір                     | Результат | +  | — | = | Місце |
| ---- | ---------------- | -------------------------- | --------- | -- | - | - | ----- |
| 1937 | Київ             | 9-й чемпіонат України      | 9½ з 17   | 5  | 3 | 9 | 6     |
| 1938 | Київ             | 10-й чемпіонат України     | 10½ з 17  | 7  | 3 | 7 | 4-6   |
| 1940 | Київ             | 12-й чемпіонат України     | 8½ з 17   | 5  | 5 | 7 | 10    |
| 1940 | Львів            | Чемпіонат Західної України | з         |    |   |   | Gold  |
| 1944 | Москва           | 13-й чемпіонат СРСР        | 7 з 16    | 6  | 8 | 2 | 11-14 |
| 1944 | Київ             | 13-й чемпіонат України     | 4 з 12    | 2  | 8 | 4 | 10-12 |
| 1948 | Київ             | 17-й чемпіонат України     | 11 з 18   | 9  | 5 | 4 | 5-8   |
| 1952 | Київ             | 21-й чемпіонат України     | з         |    |   |   | -     |
| 1954 | Київ             | 23-й чемпіонат України     | 13 з 18   | 10 | 2 | 6 | Gold  |
| 1955 | Київ             | 24-й чемпіонат України     | 8½ з 17   | 4  | 4 | 9 | 10-12 |
| 1956 | Київ             | 25-й чемпіонат України     | 8 з 19    | 5  | 8 | 6 | 15-16 |